# 너의 순간
《너의 순간》은 2023년에 개봉한 대한민국의 영화이다.

## 캐스팅
- 우지현 : 정후 역
- 옥자연 : 영 역
- 이상일 : 상일 역
- 김명선 : 수연 역
- 권혜원 : 지나 역
- 안윤철 : 민우 역
- 김창유 : 병수 역
- 변중희 : 할머니 역
- 김세헌 : 어린 정후 역
- 김보민 : 어린 영 역
- 김영진 : 사진촬영커플 역
- 강정오 : 사진촬영커플 역
- 이상렬 : 사진모델 역
- 이보라 : 사진모델 역
- 김하영 : 사진모델 역
- 박정우 : 사진모델 역
- 김유한 : 해변 어린이들 역
- 김재호 : 해변 어린이들 역
- 배재석 : 해변 어린이들 역
- 노혜성 : 해변 어린이들 역
- 노유진 : 해변 어린이들 역
- 정호영 : 해변 어린이들 역
- 김욱 : 해변 어린이들 역
- 유상재 : 젊은 상일 역 (우정출연)
- 박지연 : 정후 엄마 역 (우정출연)